# Blanca Aurora Rodríguez
Blanca Aurora Rodríguez González (... – 18 marzo 2013) è stata una cestista messicana.

## Carriera
Con il Messico ha preso parte ai Campionati del mondo del 1957 e ai Giochi panamericani di Chicago 1959.